# Zaječí skok
Zaječí skok este o arie protejată (arie specială de conservare — SAC, sit de importanță comunitară — SCI) din Republica Cehă întinsă pe o suprafață de 2,48 ha, integral pe uscat.

## Localizare
Centrul sitului Zaječí skok este situat la coordonatele 49°24′49″N 15°32′05″E / 49.413611°N 15.534722°E.

## Înființare
Situl Zaječí skok a fost declarat sit de importanță comunitară în noiembrie 2009 pentru a proteja 1 specie de plante. Situl a fost protejat și ca arie specială de conservare în iunie 2016.

## Biodiversitate
Situată în ecoregiunea continentală, aria protejată nu include niciun habitat protejat.
La baza desemnării sitului se află o specie protejată de  plante: mușchi (Dicranum viride).